# Imre Markos
Imre Markos (Budapest, 9 giugno 1908 – Uddevalla, 27 settembre 1960) è stato un allenatore di calcio e calciatore ungherese, di ruolo attaccante.

## Palmarès

### Allenatore

#### Competizioni nazionali
- Campionato finlandese: 1

TPS: 1949